# Cesare Natali
Cesare Natali (ur. 5 kwietnia 1979 w Bergamo) – włoski piłkarz, występujący na pozycji obrońcy.

## Kariera klubowa
Natali profesjonalną karierę rozpoczynał w Atalancie BC. Jednak jeszcze przed debiutem w pierwszej drużynie, powędrował na wypożyczenie do Calcio Lecco 1912. Po powrocie, przez cały sezon rozegrał jeden mecz w Serie B, a Atalanta awansowała do pierwszej ligi. W kolejnym sezonie nie zaliczył ani jednego spotkania w Serie A. Zimą 2001 na pół roku został wypożyczony do AC Monzy, a w 2003 do Bologny. W 2005 Atalanta z ostatniego miejsca spadła do Serie B, dlatego też 29 czerwca tego samego roku za dwa miliony euro sprzedano go do Udinese Calcio. W pierwszym składzie tej drużyny zagrał 51 razy i zdobył w nich jedną bramkę. Wraz z tą ekipą nie udało mu się odnieść żadnego sukcesu. 4 lipca 2007 podpisał kontrakt z Torino FC, a dokładnie dwa lata później odszedł do Fiorentiny. Po trzech latach w Fiorentinie odszedł do Bologny.

## Kariera reprezentacyjna
Natali w 2002 zaliczył trzy występy dla reprezentacji Włoch U-21. Do dorosłej kadry został powołany na rozegrane 31 marca 2004 spotkanie przeciwko Portugalii, jednak cały mecz przesiedział wówczas na ławce rezerwowych i nie doczekał się debiutu w drużynie narodowej.